# Billet de 1 000 francs Richelieu
Pour les articles homonymes, voir 1 000 francs.
Recto
Verso
Chronologie
1 000 francs Minerve et Hercule
Le 1 000 francs Richelieu est un billet de banque en francs français créé par la Banque de France le 2 avril 1953 et émis le 6 décembre 1955 pour remplacer le 1 000 francs Minerve et Hercule. Il sera suivi par le 10 nouveaux francs Richelieu.

## Historique
Ce billet polychrome imprimé en taille douce se raccroche au courant des « personnalités illustres » qui comprend dans cette série Victor Hugo, Henri IV et Bonaparte.
Le choix de Richelieu peut surprendre mais en cette période de réorganisation du pays, cette haute figure morale et centralisatrice s'imposait sans doute. Précédemment, plusieurs essais furent commandés par l'Institut : d'abord en 1948, à Jean Lefeuvre, avec le Maréchal Foch comme motif principal, mais finalement refusé, et dont il existe plusieurs épreuves au millésime 1950. Un autre essai de billet de 1 000 francs montrant Amphitrite fut ensuite commandé en 1953 à William Fel et au graveur Georges Beltrand mais fut abandonné.
Il fut imprimé de 1953 à 1957 puis retiré de la circulation le 4 janvier 1960 et privé de son cours légal le 1er avril 1968. Il fut tiré à 840 000 000 d'exemplaires.

## Description
Ce billet est l’œuvre du peintre Clément Serveau et fut gravé par Jules Piel et Robert Armanelli.
Les tons dominants sont brun et rouge.
Au recto : à droite se trouve l'effigie du cardinal de Richelieu d'après un tableau du peintre Philippe de Champaigne ; au fond se trouve le Palais-Royal, et plus précisément le Conseil d’État, vu depuis le Louvre.
Au verso : à gauche, on retrouve le portrait de Richelieu, lequel se tient devant la porte monumentale de la ville de Richelieu bâtie sur les plans de Jacques Lemercier.
Le filigrane montre le visage de Richelieu de profil : notons que le cartouche du filigrane n'apparaît que sur le verso.
Les dimensions sont de 150 mm x 80 mm.

## Les exemplaires surchargés
Le 7 mars 1957 la Banque décide de faire surcharger en rouge de la mention "contre-valeur de 10 nouveaux francs" les coupures 1 000 francs Richelieu mais sur le recto seulement. Ces coupures sont émises à partir du 5 juillet 1959 et furent retirées de la circulation à compter du 10 juillet 1959 lorsque furent prêtes les coupures exprimées en nouveaux francs. Il y a eu 25 000 000 exemplaires surchargés.

## Remarques
- C'est le dernier billet de 1 000 francs de l'histoire des billets de banque français : un projet de vignette fut lancé dans les années 1980 par l'institution monétaire avec le musicien Maurice Ravel comme personnage illustre dans une dominante bleue, mais n'a pas abouti.